# Šimatovo
Šimatovo je naselje u Hrvatskoj u općini Brod Moravice. Nalazi se u Primorsko-goranskoj županiji.

## Zemljopis
Zapadno su Nove Hiže, sjeverozapadno su Naglići, Završje i Colnari, sjeverno je Zavrh, južno su Podgorani, jugoistočno su Donji Šajn i Gornji Šehovac.

## Stanovništvo
| broj stanovnika | 30    | 36    | 46    | 58    | 51    | 47    | 48    | 70    | 46    | 45    | 30    | 22    | 10    | 13    | 5     | 3     | 1     |
|                 | 1857. | 1869. | 1880. | 1890. | 1900. | 1910. | 1921. | 1931. | 1948. | 1953. | 1961. | 1971. | 1981. | 1991. | 2001. | 2011. | 2021. |